# Aeschynanthus vinaceus
Aeschynanthus vinaceus là một loài thực vật có hoa trong họ Tai voi. Loài này được P.Woods mô tả khoa học đầu tiên năm 1975.